# زندگی، جنگ و دیگر هیچ
زندگی، جنگ و دیگر هیچ (ایتالیایی: Niente, e cosí sia) گزارشی از سفر اوریانا فالاچی به ویتنام و مکزیک است.
اوریانا فالاچی موفق به دریافت جایزه بانکارلا ۱۹۷۰ برای این کتاب شد.

## درباره کتاب
اوریانا فالاچی این کتاب را در پاسخ به خواهر کوچکش الیزابیتا که پرسیده‌بود: «زندگی یعنی چه؟» نوشت. او پاسخ این پرسش را در نبردها، زدوخوردها، وحشی‌گری‌ها و مرگ در ویتنام و نیز هنگامی که در «میدان سه فرهنگ» مکزیک و هم‌زمان با گشایش المپیک زخمی ژرف برداشت، جستجو کرده‌است. دیده‌های فالاچی ابعاد دیگری نیز دارد که ویژهٔ خود اوست؛ وی همه مشکلاتی را که گریبان‌گیر بشر است می‌بیند و مطرح می‌کند. زندگی، جنگ و دیگر هیچ برداشت ویژه‌ای دارد، هم بدبین است و هم خوش‌بین، نمایاننده زندگی امروز ماست و بس خشن.